# ستيفن جاردينر
ستيفن جاردينر (بالإنجليزية: Steven Gardiner)‏ (مواليد 12 سبتمبر 1995) هو عداء بهامي ينافس في سباقات 400 متر و200 متر حصل على الميدالية الفضية في بطولة العالم 2017 وبالميدالية الذهبية في بطولة العالم 2019.